# Korail
A Korea Railroad Corporation, rövidítve Korail (hangul: 한국철도공사, Hanguk Csholdo Kongsza, handzsa: 韓國鐵道公社, RR: Hanguk Cheoldo Gongsa) Dél-Korea nemzeti vasúttársasága, melyet 1963-ban hoztak létre. A vállalat a hagyományos vasútvonalakon kívül metróvonalakat is üzemeltet, valamint a 2010 óta működő nagysebességű KTX vonalat is ők építették. 2013 óta a vállalatnak női vezetője van, először a cég történetében.